# نووکامیشنکا
نووکامیشنکا (به لاتین: Novokamyshenka) یک منطقهٔ مسکونی در روسیه است که در سرزمین آلتای واقع شده‌است.